# Ju-jitsu
Ju-jitsu nebo česky džu-džitsu je úpolový sport, který vznikl v Evropě v sedmdesátých letech dvacátého století z džúdžucu, později džúdó praktikovaného v Evropě po desítky let jako sebeobrana. Ju-jitsu kombinuje tři formy japonských bojových umění beze zbraně – judo, karate a aikido. Zastřešující organizací ju-jitsu je Mezinárodní federace ju-jitsu (JJIF), která je členem GAISF. Vrcholnou soutěží JJIF jsou Světové hry a Světové bojové hry. Česko není plnohodnotným členem JJIF.
Vedle JJIF existují další mezinárodní organizace ju-jitsu, z nichž v Česku je nejznámější federace WJJF-WJJKO a Budo Center Europa (BCE).

## Historie
Sportovní ju-jitsu vzniká po vzoru juda v sedmdesátých letech. V roce 1977 zakládají Německo, Itálie a Švédsko Evropskou federaci ju-jitsu (EJJF), která s rostoucím počtem členů mění v roce 1987 název na Mezinárodní federaci ju-jitsu (tehdy IJJF). V roce 1993 se IJJF stává přidruženým členem GAISF a od roku 1998 jako plnohodnotný člen pod pozměněným názvem JJIF.
V roce 1997 je ju-jitsu poprvé na programu Světových her a v roce 2010 i prvních Světových bojových her.

## Sportovní disciplíny

### Kontaktní
- Bojové ju-jitsu (Fighting) – bojuje se ve váhových kategoriích mužů a žen. Zápas se dělí se na tři fáze. V první fázi po začátku v postoji soupeři bojují kopy a údery (karate), jakmile se soupeři chytnou za gi zápas pokračuje druhou fází (judo), kdy se jeden druhého snaží pomocí hodu, podmetu dostat na zem, kde boj pokračuje třetí fází - bojem na zemi a snahou dostat jeden druhého do submise (judo). Po přerušení se souboj vrací do první fáze. Za jednotlivé údery, chvaty a submise jsou zápasníci (grappleři) hodnoceni body.

- Boj na zemi (Ne-waza) – zápasí se ve váhových kategoriích mužů a žen. Zápas začíná v postoji, ze kterého se soupeři snaží jeden druhého dostat do boje na zemi, ve kterém dostávají body za provedení submisivních technik (škrcení, páčení, držení). Tento boj vychází z brazilské jiu-jitsu a JJIF tímto konkuruje Mezinárodní zápasnické federaci v grapplingu.

### Formy (kata)
- Páry (Duo) – soutěž dvojic v kata, které kombinují jednotlivé techniky sebeobrany a útoku z juda (hody, podmety, submise), karate (údery, kopy) a aikida (submise). Útoky jsou rozepsány celkem do čtyř skupin. Každá skupina je složena z pěti útoků. Za čistotu provedení technik jsou páry hodnoceny rozhodčími bodově. Vítězí pár, který obdrží nejvíc bodů. Ve formách se tvoří páry podle pohlaví muži a ženy nebo smíšený pár.

## Soutěže
Vrcholnou soutěží ju-jitsu jsou Světové hry a Světové bojové hry. Vedle těchto soutěží JJIF každoročně pořádá mistrovství světa ju-jitsu a jednotlivé kontinentální federace pořádají kontinentální mistrovství. Mistrovství Evropy v ju-jitsu organizuje Evropská unie ju-jitsu (JJEU).

### Závěrečné práce
- Jurečka K., Komparace původních a novodobých forem džúdžucu (bakalářská práce), Brno 2011 – dostupné online (pdf)